# Sasa hidaensis
Sasa hidaensis là một loài thực vật có hoa trong họ Hòa thảo. Loài này được Makino miêu tả khoa học đầu tiên năm 1926.